# Eupithecia groenblomi
Eupithecia breviculata es una especie de polilla de la familia Geometridae. La especie fue descrita por primera vez por E. Urbahn, habiendo sido descrita en 1969, con una amplia distribución en Europa y Asia. El sintipo de la especie fue descrita en los Alpes, a nivel de Hières-sur-Amby.

## Descripción
La envergadura de las alas es de 15 a 25 milímetros (0,6 a 1 plg). Los adultos de Eupithecia groenblomi tienen alas delanteras y traseras grises que carecen de marcas fuertes. Se parece a varias otras especies de su género, como Eupithecia trisignaria, Eupithecia virgaureata y Eupithecia selinata.

## Ciclo de vida
La especie pasa el invierno como pupas después de una etapa larvaria desde mediados de agosto hasta principios de octubre. Los adultos vuelan en una sola generación desde finales de julio hasta finales de agosto o septiembre. Se sabe que las larvas se alimentan de Solidago virgaurea, la vara de oro europea. En la parte oriental del área de distribución de la E. groenblomi, la planta hospedante de las larvas podría ser otra especie de Solidago.

## Distribución
En Europa, se encuentra en Noruega, Finlandia y el noroeste de Rusia y los Montes Urales. En Asia, se le ha descrito en el extremo Oriente ruso, las islas Kuriles, Japón y China.